# Махараджгандж (округ)
Махараджгандж (англ. Maharajganj) — округ в индийском штате Уттар-Прадеш. Создан 2 октября 1989 года. Административный центр — город Махараджгандж. Площадь округа — 2948 км². По данным всеиндийской переписи 2001 года население округа составляло 2 173 878 человек. Уровень грамотности взрослого населения составлял 46,61 %, что значительно ниже среднеиндийского уровня (59,5 %).